# Bruno S.
Bruno S. właśc. Bruno Schleinstein (ur. 2 czerwca 1932 w Berlinie, zm. 11 sierpnia 2010 tamże) – niemiecki aktor niezawodowy i muzyk nieprofesjonalny, odkryty przez Wernera Herzoga.

## Życiorys
W wieku 3 lat Bruno Schleinstein został porzucony przez swoją matkę prostytutkę, następne 23 lata życia spędził w domach dziecka, przytułkach i więzieniach. W wieku 26 lat zdiagnozowano u niego schizofrenię. Był analfabetą, nigdy nie pobierał nauki w szkole, nie miał też żadnych dokumentów potwierdzających tożsamość. Mieszkał na ulicy, zarabiał na życie jako malarz samouk i muzyk uliczny. 
Na początku lat 70. Werner Herzog, szukający aktora do roli Kaspara Hausera w filmie Jeder für sich und Gott gegen alle (Zagadka Kaspara Hausera), zobaczył go w dokumencie Lutza Eisholza Bruno, der Schwarze, traktującego o grajkach ulicznych. Herzoga uderzyło m.in. podobieństwo życiorysów – losy Brunona były zaskakująco zbieżne z faktami z życia Kaspara Hausera. Trzy lata później Bruno S. zagrał tytułową rolę w filmie Herzoga Stroszek, po części opartym na szczegółach z jego życiorysu. Praca z Brunonem S. na planie była uciążliwa, m.in. ze względu na kilkugodzinne, trudne do opanowania ataki szału, jednak film i rola Brunona przeszły do historii kina. 
W późniejszych latach Bruno S. nie udzielał się publicznie. 
W 2003 Miron Zownir nakręcił poświęcony Brunonowi film dokumentalny Bruno S. – Die Fremde ist der Tod.

## Filmografia
- Bruno, der Schwarze 1970
- Zagadka Kaspara Hausera 1974
- Stroszek 1977
- Liebe Das Leben-Lebe Das Lieben 1977
- Vergangen, vergessen, vorüber 1994
- Bruno S. – Die Fremde ist der Tod 2003